# Шаповалов, Олег Борисович
Олег Борисович Шаповалов (1941—1989) — российский, советский педагог. Народный учитель СССР (1987).

## Биография
Олег Шаповалов родился 13 апреля 1941 года в селе Архангельское Аннинского района Воронежской области в семье колхозников. 
В 1959 году окончил десять классов с серебряной медалью: в аттестате зрелости только одна четвёрка по русскому языку. Успешно сдал экзамены в Борисоглебский государственный педагогический институт и стал студентом физико-математического факультета. 
Он лучший волейболист сборной института, танцор студенческого хореографического ансамбля, музыкант духового оркестра и при этом добросовестный студент, который все экзамены сдавал только на «5». Решением Государственной экзаменационной комиссии от 15 июня 1964 года ему присвоена квалификация преподавателя математики и физики.
С августа 1964 по декабрь 1965 года работал учителем физики Барабинской средней школы Новосибирской области. 
С декабря 1965 по август 1966 года служил в рядах Вооруженных сил СССР на Дальнем Востоке.
После демобилизации с семьей приехал в Жирновск Волгоградской области, где был назначен учителем физики в школу №1.
С 1987 по 1989 год (до конца жизни) — директор средней школы №1 Жирновска.
Из аттестационного листа:
«Работает над эффективностью современного урока, реализуя идеи и принципы обращения «Каждому уроку – отличную подготовку, современные методы, высокое качество». Его уроки носят научный характер, отличаются разнообразием форм и приёмов работы. Использование технических средств, дифференциации обучения, организация самостоятельной работы даёт возможность сделать урок интересным, эффективным, заставить учащихся логически мыслить. Уроки его носят ярко выраженную идейно-политическую направленность. Отлично оборудованный кабинет физики является лучшим в районе. Он оснащён всем необходимым для проведения демонстрационных опытов, лабораторных работ, проведения физического практикума, для внеклассной работы по радиотехнике, фото и киноделу. Учитель дает глубокие и прочные знания по физике. Его ученики занимают призовые места на районной олимпиаде. Много времени уделят внеклассной кружковой работе. Его фотокружок и радиотехнический кружок пользуется большой популярностью в школе. Работы детей высоко оцениваются на районной выставке детского творчества. Является руководителем методической секции учителей физики района, на заседаниях которой делится с учителями опытом своей работы.»
Ряд лет избирался председателем местного комитета профсоюзной организации школы.
В 1987 году был избран делегатом XVIII съезда профессиональных союзов СССР работников просвещения, высшей школы и научных учреждений в Москве и делегатом XIX Всесоюзной конференции КПСС.
Умер 2 июня 1989 года.

## Звания и награды
- Заслуженный учитель школы РСФСР (1978)
- Народный учитель СССР (1987)
- Значок «Отличник народного просвещения РСФСР» (1974)
- Медаль «В ознаменование 100-летия со дня рождения Владимира Ильича Ленина» (1970)
- Медаль Н. К. Крупской (1986)

## Память
- О Народном учителе СССР в 2011 году вышла книга «Сердце отдано детям», написанная В. М. Головановым, к.п.н., заместителем Учёного совета Борисоглебского историко-художественного музея.
- В Жирновске проводится ежегодный городской волейбольный турнир памяти О. Б. Шаповалова[3]